# Ullmann Ábrahám
Ullmann Ábrahám (?, 1791. – Lakompak?, 1849.) 1820-tól szabadkai, 1824-től haláláig lakompaki rabbi.

## Élete
Ullmann Salom lakompaki rabbi fiaként született. 1810-től jesivát vezetett Tapolcsányon, majd 1820-ban szabadkai rabbi lett. 1824-ban a lakompaki rabbiszékbe került édesapja halála után. Tudományos levelezésben állott Szófer Mózes pozsonyi rabbival, aki nagy gáónnak ismerte el. 1826-ban kiadta Divré Ros címen édesapja könyvét, saját írásaival együtt. 
1849-ben halt meg, és csak 60 évvel halála után adták ki összegyűjtött responsumait Bész Ávróhóm címmel. 